# Provincia di Caylloma
La provincia di Caylloma è una provincia del Perù, situata nella regione di Arequipa.

## Geografia antropica

### Suddivisioni amministrative
È divisa in venti distretti:
- Chivay
- Achoma
- Cabanaconde
- Callalli
- Caylloma
- Coporaque
- Huambo
- Huanca
- Ichupampa
- Lari
- Lluta
- Maca
- Madrigal
- Majes
- San Antonio de Chuca
- Sibayo
- Tapay
- Tisco
- Tuti
- Yanque